# Boethanthia
Boethanthia là một chi bướm đêm thuộc họ Noctuidae.